# Tomás Manrique
Tomás Manrique es un personaje ficticio de la serie colombiana La saga, negocio de familia producida por Dago García. Es el patriarca de la familia Manrique y quien incursionó en el mundo delictivo en el cual se ve envuelta toda su descendencia. Es encarnado por el actor Robinson Díaz.

## Biografía
Tomás era un hombre que vivía en su pueblo en una cómoda situación económica. Sin embargo por causa de la violencia decide abandonar su casa, un grupo armado dirigido por "El Capi" lo obliga a abandonar su pueblo natal a mediados de los años 30. La década de los treinta trajo una violenta y armada radicalización partidista en el país, Tomás Manrique tuvo que huir con su esposa Josefina y su hijo Pedro, la noche en que un grupo armado entró intempestivamente a una fiesta masacrando a todos los varones del partido contrario. Habiendo comenzado una guerra de la que no quería hacer parte, Tomás decide trasladarse con su familia a la capital, al llegar a Bogotá son ayudados por un trabajador de la estación del tren, Pascual Martínez, quien también los lleva a una posada que le pertenece a Magnolia, una mujer que se dedica a la brujería. Pascual en complicidad con Magnolia le roba el dinero a Tomás, y éste toma venganza robándole botones de oro a Pascual y vendiéndolos en una compraventa. Pascual y Tomás resuelven sus diferencias y van al burdel de Débora que se convertiría en su lugar de juego y después su guarida. Tomás entra a trabajar gracias a Pascual a una fábrica de tornillos a la cabeza de Don Facundo, un hombre déspota y muy tacaño que no confía en los bancos.
Una tarde, un grupo de ladrones entra a la fábrica y Tomás termina convirtiéndose en héroe por accidente cuando deja fuera de combate a los criminales, ganándose así el aprecio y la confianza de su jefe Facundo, lo que permite que Tomás, dandi por naturaleza, conozca y comience a desear una vida opulenta, llena de lujos y comodidades. Pero Tomás sabe que amasar dicha fortuna que poseía años atrás y casi igual a la de su jefe implica muchos años de trabajo, y él no está dispuesto a esperar tanto tiempo. En complicidad con Pascual, ladrón y nuevo amigo, decide robar la casa de su jefe. Para conseguir las armas que permitan el asalto, negocian con un mafioso llamado Tarcisio, quien a cambio pide participación en el botín y le exige que deje a su hijo Pedro como prenda de garantía. Tomás acepta, pero el robo se complica y termina matando de un disparo a su jefe, para más tarde con Tarcisio quien les prestó las armas y no compartir con él ninguna de las ganancias. Rescata a su hijo y regresa a la casa con la sensación de haber hecho lo que tenía que hacer pero Tarcisio jura cobrar esa deuda.
Este evento marca el comienzo de la vida de Tomás en el mundo del crimen, y poco a poco los Manrique suben de status hasta lograr un estable bienestar. Sin embargo, el sueño de Tomás de convertirse en un acomodado burgués jamás se cumple, y el hombre lentamente se va resignando a ser un ladrón promedio.
Tomás Manrique es asesinado en un ajuste de cuentas entre mafias del bajo mundo (deudas de dinero y asesinado por Tarcisio quien siguiendo órdenes de su jefe pide de garantía de nuevo a Pedro para el pago de la deuda.) 